# Rudolf Chrysander
Rudolf Chrysander (* 30. März 1865 in Lauenburg; † 22. November 1950 in Hamburg-Bergedorf) war ein deutscher Mediziner. Er war Leibarzt und Privatsekretär von Otto von Bismarck und Herausgeber der Werke von Georg Friedrich Händel.

## Leben und Wirken
Rudolf Chrysander war der jüngste Sohn des Musikwissenschaftlers und Händelforschers Friedrich Chrysander und von Else, einer Tochter des Lehrers und Organisten Johann Friedrich Borgmann.
Er besuchte das Gymnasium in Hamburg und studierte danach Medizin in Leipzig und Rostock. 1896 promovierte er zum Dr. phil.
1890 wurde Rudolf Chrysander Leibarzt und Privatsekretär des gerade abgesetzten Reichskanzlers Otto von Bismarck, den sein Vater persönlich kannte. Er war damit der erste Ansprechpartner für alle Anfragen an diesen und beantwortete den größten Teil der Korrespondenz. Rudolf Chrysander beriet Bismarck auch bei dessen Schreiben und war an der Autobiographie Gedanken und Erinnerungen maßgeblich beteiligt.
Nach dessen Tod 1890 war Rudolf Chrysander als Arzt vor allem in Bergedorf tätig, wo er auch viele Arme behandelte.
Seit 1901 führte er außerdem das Werk seines Vaters fort, er erweiterte das Händel-Archiv in Bergedorf erheblich und verwaltete dessen Nachlass.
Rudolf Chrysander äußerte in zwei erhaltenen Briefen seine Ablehnung von Kriegen und sprach sich für eine Verständigung mit Frankreich aus, wie auch Bismarck außenpolitisch stets diplomatische Lösungen bevorzugte.
1950 starb er in Hamburg-Bergedorf.
Die Erinnerung an Rudolf Chrysander stand trotz dessen unbestreitbarer Bedeutung immer im Schatten seines berühmteren Vaters und des ehemaligen Reichskanzlers.